# Anna Laurell Nash
Anna Rosalie Eleonora Laurell Nash (Suècia, 12 de febrer de 1980) és una boxejadora sueca. Laurell ha guanyat dues Medalles d'Or en Campionats Mundials i Set ors en els Campionats Suecs de Boxa. Va competir als Jocs Olímpics d'Estiu de 2012 a Londres. Va arribar als quarts de final de la seva categoria. També participa en els Jocs Olímpics de Rio de 2016.